# David Martín del Campo
David Martín del Campo (Ciudad de México, 21 de enero de 1952) es un escritor y periodista mexicano; su obra literaria ha sido reconocida con varios premios nacionales, entre ellos recibió el Premio Nacional de Novela José Rubén Romero en 1986 por Isla de lobos.

## Biografía
David Martín del Campo nació el 21 de enero de 1952 en la Ciudad de México. Realizó estudios de Periodismo y Comunicación en la Universidad Nacional Autónoma de México y de cine en el Centro Universitario de Estudios Cinematográficos de la misma institución. Como periodista ha colaborado en diferentes medios nacionales como La Jornada; Reforma —donde también publicó la columna «Entre paréntesis»—, y Unomásuno; además trabajó como corresponsal de prensa en Madrid, España.
Comenzó a escribir cuentos e historia cortas cuando contaba con veintiún años y a lo largo de su carrera literaria ha sido un escritor fecundo que lleva publicados más de treinta títulos que cubren distintos géneros como el cuento, el ensayo, la literatura infantil y la novela, por los que ha sido premiado en varias ocasiones.

## Premios y reconocimientos
Martín del Campo ha ganado varios reconocimientos a lo largo de su carrera, recibió el Premio Nacional de Novela José Rubén Romero en 1986 por Isla de lobos; el Premio Internacional de Novela Diana/Novedades en 1990 por Alas del ángel; el Premio Nacional de Cuento Infantil Juan de la Cabada en 1995 por El hombre del Iztac; el Premio Nacional de Literatura Monterrey-IMPAC en 1997 por El año del fuego; y el Premio Mazatlán de Literatura en 2012 por Las siete heridas del mar. Además fue acreedor de la beca de narrativa del Instituto Nacional de Bellas Artes y el Fondo Nacional para Actividades Sociales en 1982. En 1994 ingresó al Sistema Nacional de Creadores de Arte, del cual ha sido beneficiario en siete ocasiones.

## Obra
Entre sus obras se encuentran:

### Antología
- El hombre equivocado: novela colectiva (1988)
- Érase una vez en el D. F.: Crónicas, entrevistas y relatos urbanos de fin de milenio (1999)
- Revueltas en la hoguera (2000)
- Revueltas en la hoguera (2014)

### Cuento
- El cerro del ruido (1982)
- Los hombres tristes (doce cuentos) (1995)
- David Martín del Campo (1997)
- "Tú no existes ¨(2007)

### Ensayo
- Carlos Pellicer (estudio biográfico y antología) (1987)
- Los mares de México, crónicas de la tercera frontera (1987)
- Bernardo Quintana, constructor de su tiempo (1993)
- De puertos, barcos y trenes (2002)

### Literatura infantil
- La rana amarilla (1990)
- El tlacuache lunático y otros cuentos (1999)
- El hombre del Iztac (1999)
- Zum-zum, la mosca y otras historia (1998)
- La tía Lú (2002)
- Las aventuras de perripollo (2007)
- Tú no existes (2007)
- Perro dog (2007)
- Una bici para el cocodrilo (2012)
- El Último Lobo (2014)
- Azul y buenas noches (2017)

### Novela
- Las rojas son las carreteras (1976)
- Esta tierra del amor (1982)
- Delfines y tiburones. Mil millas (1987)
- Isla de lobos (1987)
- Todos los árboles (1987)
- Dama de noche (1990)
- Quemar los pozos (1990)
- Alas de ángel (1991)
- Las viudas de blanco (1993)
- La disculpa (1993)
- El año del fuego (1996)
- Tu propia sombra (dos novelas breves: Los amantes de Kim y La Bamba) (1998)
- Cielito lindo (2002)
- Después de muertos (2003)
- El libro del adiós (2005)
- Mátalo (2006)
- Duerme conmigo: tres novelas (2008) —La Bamba, Todos los árboles y Los amantes de Kim—
- La noche que murió Freud (2010)
- No desearás (2011)
- ¡Corre Vito! (2013)
- La inocencia de María (2014)
- El último gladiador (2015)
- La niña Frida (2017)

### Otros
- Hojas sueltas. Fotografías de Adrián Mendieta (2006)